# Freedom Press

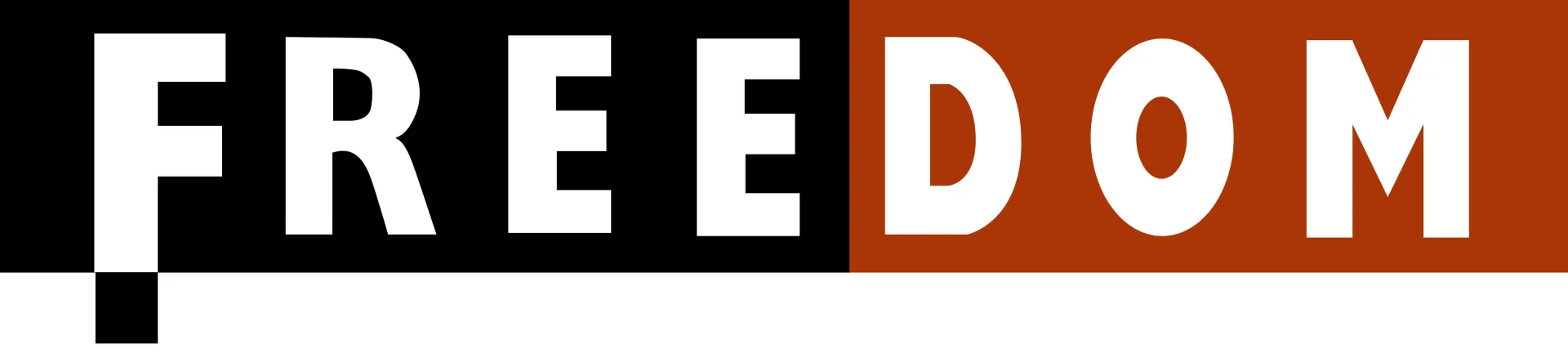
Logo von Freedom Press

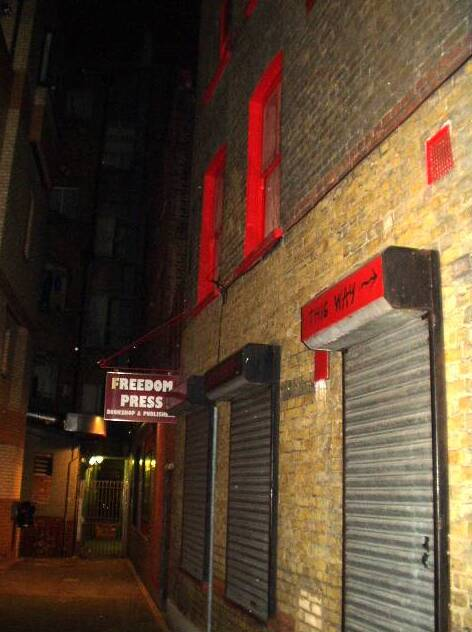
Die Geschäftsräume der Freedom Press auf der Angel Alley, Whitechapel, Ost London

Freedom Press ist der älteste noch arbeitende anarchistische Verlag der englischsprachigen Welt und der größte anarchistische Verlag im Vereinigten Königreich.
Neben zahlreichen Büchern und Broschüren produziert Freedom Press seit 1886 die zweiwöchentliche Zeitschrift Freedom, die einzige regelmäßige anarchistische Zeitung Großbritanniens, die im ganzen Land erhältlich ist. (Seit 2014 nur noch online.)
1886 gründete eine Freundesgruppe, darunter Charlotte Wilson und Peter Kropotkin einen Verlag zur etwas länger erscheinenden Freedom. Die Geschichte des Verlags ist eng mit Vernon Richards verbunden, der zwischen den 1930ern und den 1990er Jahren eine prägende Gestalt im Verlag war.
Zu den Autoren von Freedom Press gehören Clifford Harper, Dennis Gould, Nicolas Walter,  Ward, Murray Bookchin, Gaston Leval, William Blake. Zeitweise publizierte es das Magazin The Raven, von dem bis 2003 43 Nummern erschienen.
Das Verlagshaus samt angeschlossener Buchhandlung steht in Whitechapel im Londoner East End. Im März 1993 verübte die Neonazi-Gruppe Combat 18 einen Brandanschlag auf das Gebäude, dessen Folgen noch teilweise sichtbar sind. Seitdem sind vor den Fenstern und Türen im Erdgeschoss Metalljalousien angebracht worden, um das Gebäude vor weiteren Angriffen zu schützen.
Neben Verlagsbüros und Buchhandlung befinden sich noch ein Archiv, ein Hacklab und die Zeitungsredaktion im Gebäude. Der eigentliche Druck der Veröffentlichungen wird seit den 1980ern von einem selbstständigen Kollektiv an anderer Adresse erledigt. Die Bibliothek der Freedom-Press-Bücher befindet sich in der Bishopsgate Library.

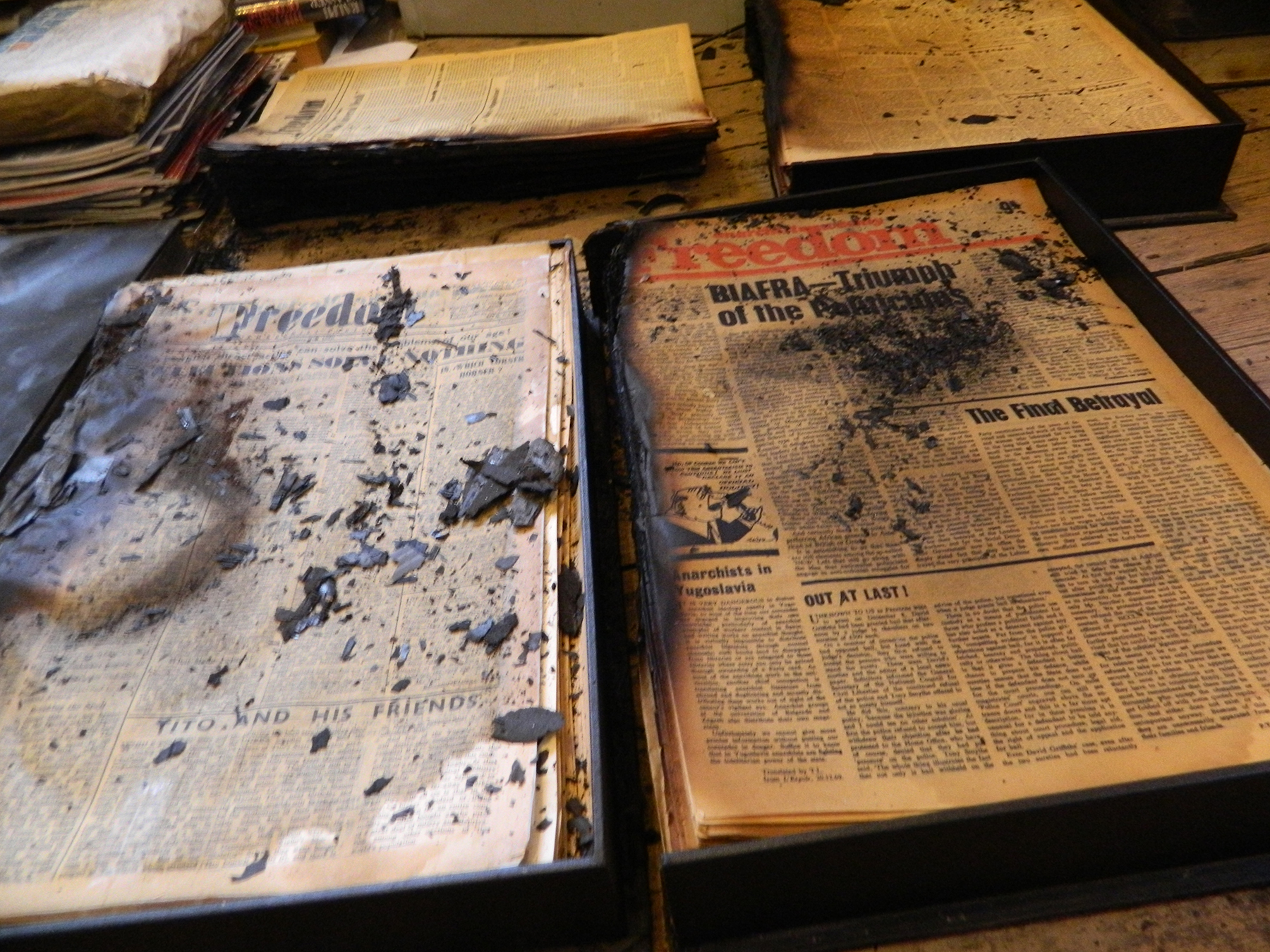
Verbranntes Archiv von Freedom Press nach dem zweiten Brandanschlag 2013

Ein zweiter Brandanschlag am 1. Februar 2013 verursachte großen Schaden, aber niemand wurde verletzt.